# Maurens, Dordogne
Maurens är en kommun i departementet Dordogne i regionen Nouvelle-Aquitaine i sydvästra Frankrike. Kommunen ligger i kantonen Villamblard som tillhör arrondissementet Bergerac. År 2018 hade Maurens 1 052 invånare.

## Befolkningsutveckling
Antalet invånare i kommunen Maurens
Referens:INSEE